# Pla de Quart
El Pla de Quart és un sector de la plana litoral valenciana, entre les comarques del Camp de Túria i l'Horta Sud. Amb vora 70 km², abasta un ample territori entre les estribacions de la serra de Xiva i els relleus i turons de Riba-roja de Túria per l'oest, i la serra Perenxisa pel sud. Al nord el riu Túria delimita l'espai del Pla de Quart.
S'estén pels termes municipals d'Alaquàs, Aldaia, Manises, Quart de Poblet i Torrent (a l'Horta Sud), i Riba-roja de Túria i Vilamarxant (al Camp de Túria).

## Geografia
La contrada forma part d'un espai fortament antropitzat, a l'àrea metropolitana de la ciutat de València on s'han desenvolupat urbanísticament els pobles i ciutats esmentats, nombrosos polígons industrials (com el de L'Oliveral o el Mas del Jutge) i centres comercials (Bonaire), i una densa xarxa de vies de comunicació (el By-pass de València, l'autovia de Madrid o A-3 o les vies de l'AVE) i grans infraestructures com l'aeroport de Manises.
El Pla de Quart ha estat un espai històricament destinat a l'activitat agrària.

## Comarca
El Pla de Quart ha estat considerada històricament com una comarca que actualment està dividida entre les actuals comarques del Camp de Túria i l'Horta Sud. Apareix al mapa de comarques d'Emili Beüt "Comarques naturals del Regne de València" publicat l'any 1934.